# Heike Opitz
Heike Cornelia Opitz (* 18. Juni 1975 in Berlin) ist eine Hamburger Politikerin der Grünen Alternative Liste (GAL).

## Leben
Heike Opitz schloss ihre Schulzeit mit dem Abitur am Aachener Couven-Gymnasium ab und studierte anschließend Rechtswissenschaft in Bonn und Hamburg. Das erste Staatsexamen legte sie im Jahre 2000 ab.
Ihr anschließendes Promotionsvorhaben wurde durch die Hans-Böckler-Stiftung gefördert. Sie promovierte im Jahre 2004 über die Rahmenbedingungen von Teilzeitarbeit in Deutschland und in den Niederlanden. Im Rahmen der Promotion war Opitz 2002 für einen dreimonatigen Forschungsaufenthalt in den Niederlanden an der Universität Utrecht.
Das zweite juristische Staatsexamen schloss sie 2005 ab.
Sie ist seit April 2006 mit dem ehemaligen Bürgerschaftsabgeordneten, Justizsenator und späteren Bundestagsabgeordneten Till Steffen (auch GAL) verheiratet, mit dem sie zwei Kinder hat.

## Politik
Mitglied von Bündnis 90/Die Grünen wurde sie 1993. Innerhalb der Partei übernahm sie verschiedene Tätigkeiten. Im Bundesverband der Grünen Jugend war sie Schatzmeisterin und später Sprecherin.
Von 2004 bis 2008 war sie in der 18. Wahlperiode Mitglied der Hamburgischen Bürgerschaft.